# AAA Remix ~non-stop all singles~
Albums de AAA
DepArture
(2009) Heartful
(2010)
Remix par AAA
Remix Attack
(2006) Driving Mix
(2013)
AAA Remix ~non-stop all singles~ est le 2e album remix du groupe AAA. Il est sorti sous le label Avex Trax le 4 mars 2009 au Japon. Il atteint la 58e place du classement de l'Oricon et reste classé 2 semaines. Il sort en format CD édition régulière et limitée.

## Liste des titres
| 1.  | BLOOD on FIRE (KISS & RIDE edit)                                                       | 2:33 |
| 2.  | Friday Party (KISS & RIDE edit)                                                        | 2:48 |
| 3.  | Kirei na Sora (きれいな空 (KISS & RIDE edit))                                          | 2:20 |
| 4.  | DRAGON FIRE (Sweet 80’s Re-productions)                                                | 3:00 |
| 5.  | Hallelujah (ハレルヤ (Sweet 80’s Re-productions))                                      | 2:32 |
| 6.  | Shalala Kibou no Uta (Shalala キボウの歌 (Sweet 80’s Re-productions))                  | 2:45 |
| 7.  | Hurricane Riri, Boston Mari (ハリケーン・リリ、ボストン・マリ (Toshiyuki Yasuda edit)) | 2:42 |
| 8.  | Soul Edge Boy (ソウルエッジボーイ (Toshiyuki Yasuda edit))                             | 2:31 |
| 9.  | Kimono Jet Girl (キモノジェットガール (Toshiyuki Yasuda edit))                         | 2:44 |
| 10. | Let it beat! (JAZZIDA GRANDE edit)                                                     | 2:58 |
| 11. | "Q" (JAZZIDA GRANDE edit)                                                              | 2:36 |
| 12. | Chewing Gum (チューインガム (JAZZIDA GRANDE edit))                                     | 2:32 |
| 13. | Samurai heart -Samurai Tamashii- (Samurai heart -侍魂- (JAZZIDA GRANDE edit))          | 3:15 |
| 14. | Winter lander!! (JAZZIDA GRANDE edit)                                                  | 2:00 |
| 15. | Get Chu! (Get チュー! (ALBNOTE edit))                                                  | 2:56 |
| 16. | SHE no Jijitsu (SHEの事実 (ALBNOTE edit))                                              | 2:18 |
| 17. | Kuchibiru Kara Romantica (唇からロマンチカ (ALBNOTE edit))                             | 2:53 |
| 18. | That's Right! (TSUGE edit)                                                             | 2:57 |
| 19. | SUNSHINE (TSUGE edit)                                                                  | 2:22 |
| 20. | No End Summer (Takaya Ito edit)                                                        | 2:41 |
| 21. | Hanabi (花火 (Takaya Ito edit))                                                        | 2:19 |
| 22. | Red Soul (Takaya Ito edit)                                                             | 2:22 |
| 23. | MIRAGE (Funky Electro Wave)                                                            | 2:48 |
| 24. | BEYOND ~ Karada no Kanata (BEYOND~カラダノカナタ (RK edit))                            | 2:24 |
| 25. | MUSIC!!! (RK edit)                                                                     | 2:24 |
| 26. | ZERØ (RK edit)                                                                         | 2:39 |
| 27. | Tabidachi no Uta (旅ダチノウタ (RK edit))                                              | 2:50 |